# Кинк (сексуальность)
Кинк (англ. kink — изгиб, странность, заскок, причуда) в контексте сексуальности — использование нетрадиционных сексуальных практик, концепций или фантазий. Этот термин происходит от идеи «изгиба» в сексуальном поведении, что противопоставляет кинк «обыкновенным» сексуальным нравам, называемым также «ванильным сексом». Таким образом, кинк — разговорный термин, обозначающий ненормативное сексуальное поведение.
Некоторые люди, практикующие сексуальный фетишизм, могут использовать термин «кинк» для описания своих практик, указывая на диапазон сексуальных и сексуализированных практик от вполне «невинных» эротических игр разного рода и БДСМ, до сексуальной объективации и других парафилий. В XXI веке термин «кинк» стал использоваться чаще, чем термин «парафилия».
Кинки и фетишизм относятся к альтернативной сексуальности.

## Нетрадиционность
Кинки выходят за рамки того, что считается традиционными сексуальными практиками, и используются как средство усиления близости между сексуальными партнерами. Некоторые проводят различие между кинками и фетишизмом, определяя кинки как работу над усилением близости с партнёром, а фетишизм — как замену такой близости.
Определение того, что является кинком, связано с конформистскими сексуальными границами, которые сами по себе различаются в зависимости от времени и места, поэтому значение понятия «кинк» также широко варьируется.

## Принцип согласия
Основа здоровых нетрадиционных сексуальных практик — принцип обоюдного согласия (англ. consent).

## Стигматизация
Нетрадиционные сексуальные практики стигматизированы в обществе. Студенческие организации некоторых университетов занимаются проблематикой кинков в контексте более широких проблем ЛГБТК.